# まません
『まません』は、2010年12月24日にういろうそふとより発売された18禁のパソコンゲーム（アダルトゲーム）ソフトである。

## あらすじ
真の漢になるために、山で修行をしていた主人公・幸斗（ゆきと）は、父の再婚を機に山を下りて家族一緒に暮らすことになった。ところが、父は家族を置いてどこかへ旅立ってしまい、女だらけの家庭で暮らす羽目になった。おまけに、父の再婚相手が職権を乱用して、自身の運営する女子校へ幸斗を転入させてしまった。

## 登場人物
河野 幸斗（こうの ゆきと）
主人公。今まで山で修行をしてきたためか、物語が始まったときは異性に対する免疫がない。
河野 千鶴子（こうの ちづこ）
声:神崎ちひろ
幸斗の義母。
幸斗を愛するがあまり、自分が理事長を務める女子校に入学させた。
理事長としては厳しいが、優しい母でもある。
河野 凛花（こうの りんか）
声:桃也みなみ
千鶴子の娘で、幸斗の学校では数学を受け持っている。
優秀な頭脳を誇り、数学以外の学問もそれなりにできている。
河野 早苗（こうの さなえ）
声:霧島はるな
凛花の妹。読書好きが高じて、国語の教師になった。
明るい性格だが、少々ドジ。また、運動神経は悪い。
藤戸 美紀（ふじと みき）
声:新堂真弓
幸斗の学校の英語教師で、母親はアメリカ人。
家柄も学歴もよい自分が一番だと思ってきたが、自分の上を行く凛花の存在にショックを受け、対抗するもなかなかうまくいかずにいる。
田淵 天音（たぶち あまね）
声:渋谷ひめ
幸斗の学校の養護教諭。夫の没後ずっと女手一つで育ててきた娘の反抗期に悩んでいる。
学校では穏やかな性格の教諭として知られている。
田淵 育美（たぶち はぐみ）
声:鈴谷まや
天音の娘で、幸斗の級友。
天音に愛されていないと思い込んでいるが、実際は反抗期にあるだけで、天音には愛されている。
河野 源五郎（こうの げんごろう）
声:
幸斗の父。赤カブトというクマを倒したこともある力自慢の男で、愛と書かれた道着を着ている。
息子のことは愛しているが、愛情表現が不器用でよく衝突する。
楢原 浩介（ならはら こうすけ）
声:
凛花と大学が一緒だった男性で、学校で教師を務めている。好青年のように見えて、ナルシストで好色家。また、頭の回転が速く、策略も得意とする。